# Списък с продукциите на „Илюминейшън“
Това е списък с продукциите, които са продуцирани от „Илюминейшън“ (преди е известен като „Илюминейшън Ентъртейнмънт“), американско филмово и анимационно студио, където се намира в Санта Моника, САЩ. Този списък включва пълнометражни филми, телевизионни спешъли, кратки филми и дигитални сериали. От 2022 г., „Илюминейшън“ издаде над 12 пълнометражни филма, които са разпространени от „Юнивърсъл Пикчърс“, тъй като първият му филм е „Аз, проклетникът“ на 9 юли 2010 г., а сегашният филм е „Миньоните 2“ на 1 юли 2022 г.
Техният предстоящ списък от филми включва неозаглавен филм, базиран на поредицата „Марио“ и Migration от 2023 г., и „Аз, проклетникът 4“ от 2024 г.

## Пълнометражни филми

### Пуснати
| #  | Филм                        | Премиера            | Режисьор(и)                                          | Сценарист(и)                                       | Сценарист(и)                    | Продуценти                            | Изпълнителни продуцент(и)        | Монтажист(и)                               | Композитор(и)                                    | Разпространител/Копродукция с       | Анимационни услуги         |
| #  | Филм                        | Премиера            | Режисьор(и)                                          | Сюжет                                              | Сценарий                        | Продуценти                            | Изпълнителни продуцент(и)        | Монтажист(и)                               | Композитор(и)                                    | Разпространител/Копродукция с       | Анимационни услуги         |
| -- | --------------------------- | ------------------- | ---------------------------------------------------- | -------------------------------------------------- | ------------------------------- | ------------------------------------- | -------------------------------- | ------------------------------------------ | ------------------------------------------------ | ----------------------------------- | -------------------------- |
| 1  | „Аз, проклетникът“          | 9 юли 2010 г.       | Крис Рено Пиер Кофин                                 | Серхио Паблос                                      | Чинко Пол Кен Даурио            | Крис Мелендари Джанет Хийли Джон Коен | Серхио Паблос Нина Роуан         | Памела Зийгънхейгън-Шефланд Грегъри Пърлър | Ейтър Перейра (музика)Фарел Уилямс (песни)       | Universal Pictures                  | Mac Guff                   |
| 2  | „Скок-подскок“              | 1 април 2011 г.     | Тим Хил                                              | Чинко Пол Кен Даурио                               | Чинко Пол Браян Линч Кен Даурио | Крис Мелендари Мишел Императо Стабиле | Джон Коен                        | Питър С. Елиът Грегъри Пърлър              | Кристофър Ленърц                                 | Universal Pictures Relativity Media | Rhythm and Hues            |
| 3  | „Лоракс“                    | 2 март 2012 г.      | Крис РеноСърежисьор: Кайл Балда                      | Доктор Сюс базиран на едноименната книга           | Чинко Пол Кен Даурио            | Крис Мелендари Джанет Хийли           | Одри Гийзъл Кен Даурио Чинко Пол | Кен Шрецман Клеър Доджсън Стивън Лиу       | Джон Пауъл (score)Чинко Пол и Джон Пауъл (songs) | Universal Pictures                  | Illumination Mac Guff      |
| 4  | „Аз, проклетникът 2“        | 3 юли 2013 г.       | Крис Рено Пиер Кофин                                 | Чинко Пол Кен Даурио                               | Чинко Пол Кен Даурио            | Крис Мелендари Джанет Хийли           | –                                | Грегъри Перлър                             | Ейтър Перейра (музика)Фарел Уилямс (песни)       | Universal Pictures                  | Illumination Mac Guff      |
| 5  | „Миньоните“                 | 10 юли 2015 г.      | Пиер Кофин Кайл Балда                                | Браян Линч                                         | Браян Линч                      | Крис Мелендари Джанет Хийли           | Крис Рено                        | Клеър Доджсън                              | Ейтър Перейра                                    | Universal Pictures                  | Illumination Mac Guff      |
| 6  | „Сами вкъщи“                | 8 юли 2016 г.       | Крис РеноСърежисьор: Яроу Чени                       | Чинко Пол Кен Даурио Браян Линч                    | Чинко Пол Кен Даурио Браян Линч | Крис Мелендари Джанет Хийли           | –                                | Кен Шрецман                                | Александър Деспла                                | Universal Pictures                  | Illumination Mac Guff      |
| 7  | „Ела, изпей!“               | 21 декември 2016 г. | Гарет ДженингсСърежисьор: Кристоф Луделет            | Гарет Дженинг                                      | Гарет Дженинг                   | Крис Мелендари Джанет Хийли           | –                                | Грегъри Пърлър                             | Джоди Талбът                                     | Universal Pictures                  | Illumination Mac Guff      |
| 8  | „Аз, проклетникът 3“        | 30 юни 2017 г.      | Пиер Кофин Кайл БалдаСърежисьор: Ерик Гулиън         | Чинко Пол Кен Даурио                               | Чинко Пол Кен Даурио            | Крис Мелендари Джанет Хийли           | Крис Рено                        | Клеър Доджсън                              | Ейтър Перейра (музика)Фарел Уилямс (песни)       | Universal Pictures                  | Illumination Mac Guff      |
| 9  | „Гринч“                     | 9 ноември 2018 г.   | Скот Мосиер Яроу Чени                                | Доктор Сюс базиран на „Как Гринч открадна Коледа!“ | Майкъл Лесиер Томи Суердлоу     | Крис Мелендари Джанет Хийли           | Латифа Уау Одри Гийсъл Крис Рено | Крис Картагена                             | Дани Елфман                                      | Universal Pictures                  | Illumination Mac Guff      |
| 10 | „Сами вкъщи 2“              | 7 юни 2019 г.       | Крис РеноСърежисьор: Джонатан дел Вал                | Браян Линч                                         | Браян Линч                      | Крис Мелендари Джанет Хийли           | Брет Хофман                      | Тифани Хилкърц                             | Александър Деспла                                | Universal Pictures                  | Illumination Mac Guff      |
| 11 | „Ела, изпей! 2“             | 22 декември 2021 г. | Гарет ДженингсСърежисьор: Кристоф Лурдедет           | Гарет Дженингс                                     | Гарет Дженингс                  | Крис Мелендари Джанет Хийли           | Дейна Крупински                  | Грегъри Перлър                             | Джоди Талбът                                     | Universal Pictures                  | Illumination Studios Paris |
| 12 | „Миньоните 2“               | 1 юли 2022 г.       | Кайл БалдаСърежисьор: Брад Ейбълсън Джонатан дел Вал | Браян Линч Матю Фогел                              | Матю Фогел                      | Крис Мелендари Джанет Хийли Крис Рено | Брет Хофман                      | Клеър Доджсън                              | Ейтър Перейра                                    | Universal Pictures                  | Illumination Studios Paris |
| 13 | „Супер Марио Bros.: Филмът“ | 5 април 2023 г.     | Арън Хорват Майкъл Джелъник                          | Матю Фогел                                         | Матю Фогел                      | Крис Мелендари Шигеру Миямото         | Брет Хофман Бил Раян Юсуке Бепу  | Ерик Осмънд                                | Браян Тайлър                                     | Universal Pictures Nintendo         | Illumination Studios Paris |
| 14 | „Патешки истории“           | 22 декември 2023 г. | Бенджамин Ренър                                      | Майк Уайт Бенджамин Ренър                          | Майк Уайт                       | Крис Мелендари                        | Джой Пойрел                      | Крисчън Газал                              | Джон Пауъл                                       | Universal Pictures                  | Illumination Studios Paris |

### Предстоящи
| #  | Филм                 | Премиера      | Режисьор(и)                         | Сценаристи(и) | Сценаристи(и) | Продуценти     | Изпълнителни продуцент(и) | Монтажист(и) | Композитор(и) | Разпространител/Копродукция с | Анимационни услуги    |
| #  | Филм                 | Премиера      | Режисьор(и)                         | Сюжет         | Сценарий      | Продуценти     | Изпълнителни продуцент(и) | Монтажист(и) | Композитор(и) | Разпространител/Копродукция с | Анимационни услуги    |
| -- | -------------------- | ------------- | ----------------------------------- | ------------- | ------------- | -------------- | ------------------------- | ------------ | ------------- | ----------------------------- | --------------------- |
| 15 | „Аз, проклетникът 4“ | 3 юли 2024 г. | Крис РеноСърежисьор: Патрик Дилейдж | Майк Уайт     | Майк Уайт     | Крис Мелендари | TBA                       | TBA          | TBA           | Universal Pictures            | Illumination Mac Guff |

Неозаглавен филм, който е разработен във връзка с Фарел Уилямс е също в разработка.